# Tamazirt Ourabah
Tamazirt Ourabah est un village kabyle de la commune de Mizrana daïra de Tigzirt dans la wilaya de Tizi Ouzou

## Histoire
Tamazirt Ourabah ou Tamazirt Urabaḥ, est un charmant village situé dans la commune de Mizrana, dans la daïra de Tigzirt, dans la wilaya de Tizi Ouzou, en Kabylie, en Algérie. Le village offre une vue panoramique imprenable sur la mer Méditerranée et est niché au cœur de la magnifique forêt de Mizrana.
L'histoire de Tamazirt Ourabah remonte à leurs origines à Ath Ouaguenoun et que Tamazirt Taqdimt leur a été cédée par les Ath Said  contre partie à la cession des terres sur lesquelles Tamazirt Taqdimt a été construite consiste en une alliance de défense des terres des Ath Said contre les incursions qu’elles subissaient à l’époque. Concernant le déménagement vers l’actuel village, les anciens racontent qu’il s’est effectué en plusieurs étapes pour notamment profiter de l’abondance de l’eau. C'est ainsi que le village a été établi à son emplacement actuel. Les habitants de Tamazirt Ourabah sont tous issus de la même famille, avec leur grand-père commun appelé Acrayhi.
Les habitants de Tamazirt Ourabah sont connus pour leur attachement aux valeurs kabyles de respect, d'hospitalité, de solidarité et de dignité. Ces valeurs sont profondément enracinées dans leur culture et font partie intégrante de leur mode de vie. Ils sont fiers de préserver ces traditions et de les transmettre aux générations futures.
Tamazirt Ourabah est un lieu d'une grande beauté naturelle, avec ses paysages pittoresques et sa proximité avec la Mer Méditerranée

## Géographie
Le village de Tamazirt Ourabah se situe au nord-est de la wilaya de Tizi Ouzou. Elle est délimitée :
| Dellys                           | Tigzirt                        | Iflissen                 |
| Tizi N'Bouali Tikiouache Mizrana | Mizrana                        | Rved Mizrana             |
| Tizi N'Bouali Mizrana            | Aït Said Tizi N'Bouali Mizrana | Aït Said Mizrana Makouda |